# Смашкув
Смашкув (пол. Smaszków) — село в Польщі, у гміні Блашки Серадзького повіту Лодзинського воєводства.
Населення — 215 осіб (2011).
У 1975—1998 роках село належало до Серадзького воєводства.

## Демографія
Демографічна структура станом на 31 березня 2011 року:
|          | Загалом | Допрацездатний вік | Працездатний вік | Постпрацездатний вік |
| -------- | ------- | ------------------ | ---------------- | -------------------- |
| Чоловіки | 105     | 25                 | 65               | 15                   |
| Жінки    | 110     | 24                 | 58               | 28                   |
| Разом    | 215     | 49                 | 123              | 43                   |